# Сату Ноу (Солешти)
Ново село (рум. Satu Nou) насеље је у Румунији у округу Васлуј у општини Солешти. Oпштина се налази на надморској висини од 132 m.

## Становништво
Према подацима из 2011. године у насељу је живело 270 становника.